# Strongylura hubbsi
Strongylura hubbsi är en fiskart som beskrevs av Collette, 1974. Strongylura hubbsi ingår i släktet Strongylura och familjen näbbgäddefiskar. Inga underarter finns listade i Catalogue of Life.